# Satriano

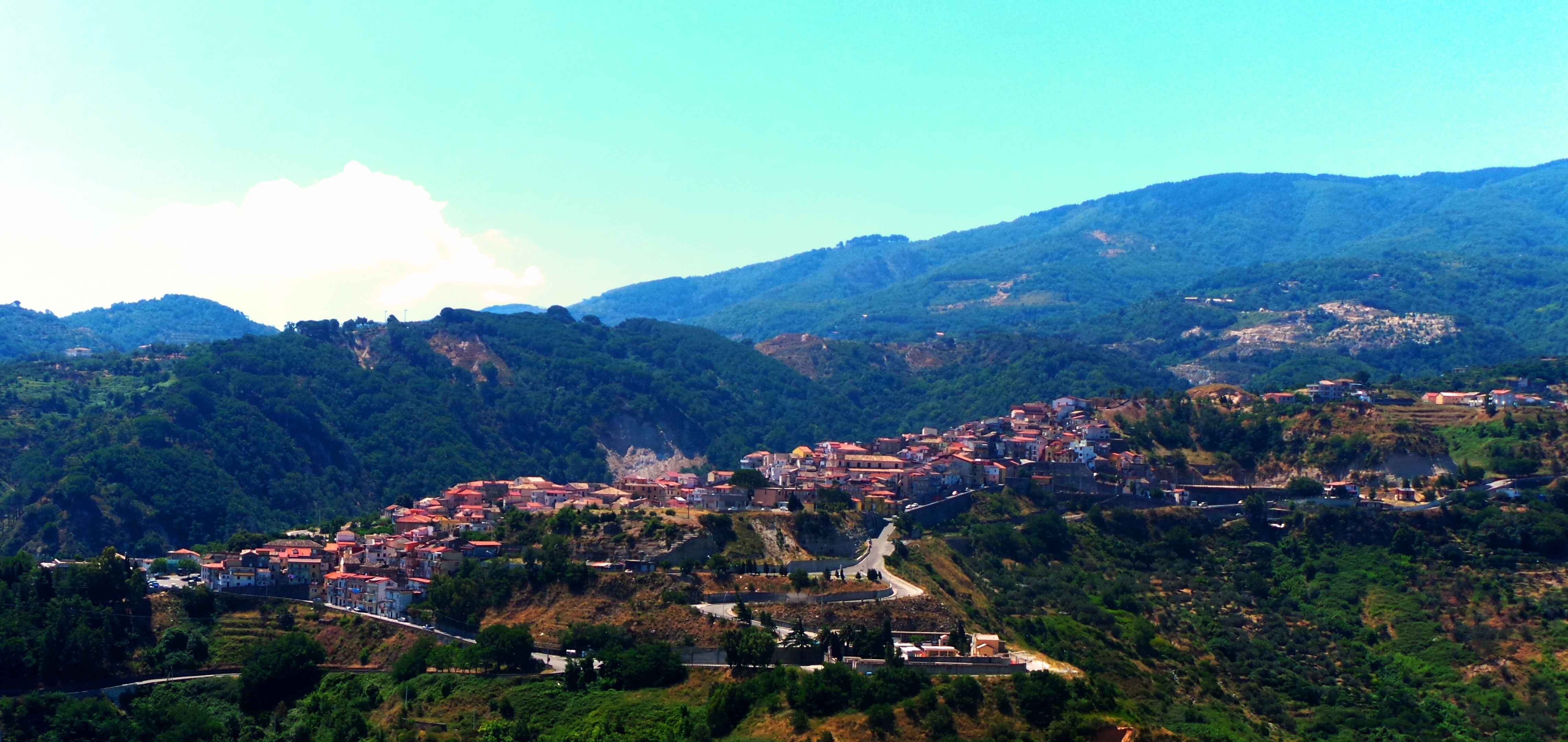
Satriano

Satriano ist eine Gemeinde mit 3391 Einwohnern (Stand 31. Dezember 2023) in der italienischen Provinz Catanzaro, Region Kalabrien.

## Geographie
Das Gebiet der Gemeinde liegt auf einer Höhe von 287 Metern über dem Meeresspiegel und umfasst eine Fläche von 22 km². Die Nachbargemeinden sind  Cardinale, Davoli, Gagliato, Petrizzi, San Sostene, Soverato. Satriano liegt 41 km südlich von Catanzaro.
Der Bahnhof Satriano-Davoli lag an der Schmalspurbahn Soverato–Chiaravalle Centrale.

## Persönlichkeiten
- Domenico Battaglia (* 1963), katholischer Geistlicher, Erzbischof von Neapel, Kardinal
- Carlo Filangieri (1784–1867), Fürst von Satriano
- Giuseppe Vaccaro (* 26. Oktober 1944 in Satriano), Maler, Zeichner, Bildhauer tätig in Biasca[2]